# 朗根哈根
朗根哈根（德語：Langenhagen，發音：[laŋənˈhaːɡn̩] ⓘ）是德国下萨克森州汉诺威地区的城市，面积71.97平方千米，2023年12月31日人口为55,746人。

## 历史
罗伯特·科赫曾於1866年至1868年間在朗根哈根工作過。
1972年6月18日，紅軍派恐怖分子乌尔丽克·迈因霍夫在朗根哈根被逮捕。
1982年8月17日，世界第一個大規模CD光盤生產線在朗根哈根開始生產。